# Fairfield (Iowa)
Fairfield és una població dels Estats Units a l'estat d'Iowa. Segons el cens del 2000 tenia 9.509 habitants.

## Demografia
Segons el cens del 2000, Fairfield tenia 9.509 habitants, 4.063 habitatges, i 2.372 famílies. La densitat de població era de 639,6 habitants/km².
Dels 4.063 habitatges en un 30% hi vivien nens de menys de 18 anys, en un 45,2% hi vivien parelles casades, en un 10,1% dones solteres, i en un 41,6% no eren unitats familiars. En el 35,9% dels habitatges hi vivien persones soles el 12% de les quals corresponia a persones de 65 anys o més que vivien soles. El nombre mitjà de persones vivint en cada habitatge era de 2,22 i el nombre mitjà de persones que vivien en cada família era de 2,9.
Per edats la població es repartia de la següent manera: un 23,7% tenia menys de 18 anys, un 8,7% entre 18 i 24, un 23,1% entre 25 i 44, un 30,9% de 45 a 60 i un 13,6% 65 anys o més.
L'edat mediana era de 42 anys. Per cada 100 dones de 18 o més anys hi havia 89,1 homes.
La renda mediana per habitatge era de 31.202 $ i la renda mediana per família de 46.138 $. Els homes tenien una renda mediana de 34.750 $ mentre que les dones 24.830 $. La renda per capita de la població era de 19.673 $. Entorn del 10,1% de les famílies i el 14,5% de la població estaven per davall del llindar de pobresa.

## Poblacions més properes
El següent diagrama mostra les poblacions més properes.